# Sita Valles
Sita Maria Dias Valles (Cabinda, 23 d'agost de 1951 - Luanda, 1 d'agost de 1977) va ser una política angolesa, membre del Partit Comunista Portuguès (PCP), encarregada a Angola de la Unió d'Estudiants Comunistes (UEC) i de la Lliga d'Estudiants Comunistes). Va ser torturada i assassinada brutalment després dels esdeveniments de maig de 1977, presumiblement a l'agost de 1977 a Luanda, Angola.

## Biografia
Era filla d'Edgar Francisco da Purificação Valles i Maria Lúcia Dias Valles, pròspera família originària de Goa. va créixer a Luanda, on va estudiar a la Facultat de Medicina. Allí va contactar amb grups maoistes i continuà els estudis a Lisboa, on el 1971 es va unir a la Unió d'Estudiants Comunistes (UEC), grup del que en serà una de les figures més prominents després de Zita Seabra.
La revolució dels clavells la va sorprendre participant en un congrés a Moscou. Va decidir tornar a Angola l'estiu de 1975 per participar en la revolució, que hi va esclatar després de l'enderrocament de la dictadura de Salazar a la colònia portuguesa.
A Luanda va ser considerada com a part de l'ala més ideològicament ortodoxa i prosoviètica del MPLA dirigida per Nito Alves i José Van-Dunem (amb qui es casaria i tindria un fill el 1977). Aquesta ala va rebre el nom de fraccionista i va sorgir com a dissidència al cor del MPLA, després de la independència d'Angola, contra el president Agostinho Neto. A Luanda foren acusats d'intent de cop d'Estat el 27 de maig de 1977. L'intent va ser frustrat a causa del suport de la FAR llavors estacionades a Angola. Després d'un curt període de pau en què tot semblava haver estat resolt, es va produir un atemptat contra la vida del president Agostinho Neto. Això va ser seguit per un període de dos anys de persecució sagnant de (reals o suposats) seguidors i simpatitzants de Nito Alves, que va culminar amb milers de morts.
Sita Valles va ser acusada, sense dret a defensar-se, de ser un dels cervells del presumpte cop d'estat del 27 de maig de 1977. Segons la periodista Leonor Figueiredo, va ser violada i torturada per membres de Direcció d'Informació i Seguretat d'Angola (DISA) la abans de ser afusellada a les cinc del matí de l'1 d'agost de 1977, amb un tret a cada cama i un a cada braç abans del tret mortal, i que no va deixar que l'embenessin els ulls.